# Boombox Arcade
Boombox Arcade é o segundo e último álbum de estúdio da banda brasileira Cine, lançado em  22 de novembro de 2011 pelas gravadoras Mercury Records e Universal Music. Depois do sucesso do primeiro álbum ao vivo, As Cores (2000), a banda voltou ao estúdios no qual começaram a promover experimentações com gêneros eletrônicos, isso resultou em um afastamento musical do primeiro álbum de estúdio da banda, Flashback! (2009), que apostava em uma sonoridade a favor do teen pop e pop rock. Boombox Arcade possui uma sonoridade inspirada por gêneros como o electropop e feita através da fusão do synth-pop. As gravações do projeto ocorreram entre o primeiro semestre de 2011 em estúdios no Brasil, com a produção de Daniel Silveira.
Para a divulgação do álbum, três singles foram extraídos de Kelly Key. O primeiro, "#Emchoque", foi lançada em 19 de julho de 2011 e teve grande recepção nas rádios brasileiras, o segundo lançamento, alcançou grande popularidade nas rádios brasileiras, enquanto "Royal" e "Nunca Ninguém Morreu de Amor" também foram liberadas como singles ao longo de 2012.

## Desenvolvimento
Depois do sucesso do primeiro álbum ao vivo, As Cores (2000), a banda voltou ao estúdios no qual começaram a promover experimentações com gêneros eletrônicos, isso resultou em um afastamento musical do primeiro álbum de estúdio da banda, Flashback! (2009), que apostava em uma sonoridade a favor do teen pop e pop rock. Boombox Arcade possui uma sonoridade inspirada por gêneros como o electropop e feita através da fusão do synth-pop. As gravações do projeto ocorreram entre o primeiro semestre de 2011 em estúdios no Brasil, com a produção de Daniel Silveira. O disco é inspirado no mundo dos games e conta com participações de Buchecha, Jay Vaquer, Manu Gavassi e outras participações, como as bandas Volk e Sevenlox.
O título do álbum foi divulgado pelo guitarrista da banda, para este novo projeto eles abandonaram o estilo mais adolescente, investindo no electropop. Para esta nova fase eles inspiraram nas cantoras Britney Spears e Kesha, inaugurando o estilo no Brasil. O tecladista do grupo comentou: "'Em algumas letras é possível notar um amadurecimento sobre o que abordamos, mas não deixamos de lado as coisas que sempre falamos, como festa, balada e curtição" disse.

## Singles
O single de avanço do Boombox Arcade, "#Emchoque", foi lançado em 19 de julho de 2011. O videoclipe foi postado no Youtube em 24 de novembro de 2011. O vídeo conta com a participação da dupla sertaneja João Bosco & Vinícius. Além disso, "Royal" e "Nunca Ninguém Morreu de Amor" também foram liberadas como singles ao longo de 2012.

## Faixas
| Boombox Arcade – Edição Padrão |                                                  |                                          |         |  |
| N.º                            | Título                                           | Compositor(es)                           | Duração |  |
| 1.                             | "#Emchoque"                                      | Dima Dahaba, Jonatas Prates, Victor Reis | 2:56    |  |
| 2.                             | "Top Models"                                     | Dahaba, Prates, Reis                     | 3:12    |  |
| 3.                             | "Seguir o Sol" (part. Volk)                      | Dahaba, Prates, Reis                     | 3:00    |  |
| 4.                             | "Mais e Mais"                                    | Reis                                     | 3:39    |  |
| 5.                             | "Royal"                                          | Reis                                     | 2:52    |  |
| 6.                             | "Estrelas ou Marte?"                             | Dahaba, Prates                           | 3:00    |  |
| 7.                             | "Nunca Ninguém Morreu de Amor" (part. Sevenlox)  | Dahaba, Len Ferreira                     | 3:56    |  |
| 8.                             | "Reset" (Part. Buchecha)                         | Buchecha, Dahaba, Reis                   | 3:30    |  |
| 9.                             | "Girlfriend"                                     | Dahaba, Prates, Reis                     | 3:37    |  |
| 10.                            | "Tilt!"                                          | Dahaba, Prates                           | 3:07    |  |
| 11.                            | "Be Like Us" (part. Sevenlox)                    | Dahaba, Prates, Reis                     | 4:17    |  |
| 12.                            | "Seu Show" (part. Manu Gavassi)                  | Prates, Reis                             | 3:28    |  |
| 13.                            | "Casino"                                         | Prates                                   | 3:14    |  |
| 14.                            | "Esse Aqui É Mais Um (Sonho)" (Part. Jay Vaquer) | Jay Vaquer, Dahaba, Reis                 | 4:18    |  |
| Duração total:                 | Duração total:                                   | Duração total:                           | 48:00   |  |

| Boombox Arcade – Edição Deluxe |                                   |         |  |
| N.º                            | Título                            | Duração |  |
| 15.                            | "#emchoque" (FTampa Remix)        | 5:52    |  |
| 16.                            | "Royal" (Dash & PLG Remix)        | 2:52    |  |
| 17.                            | "Estrelas ou Marte?" (Dash Remix) | 3:41    |  |

## Histórico de lançamento
| Região  | Data                   | Formato              | Gravadora       |
| ------- | ---------------------- | -------------------- | --------------- |
| Brasil  | 22 de novembro de 2011 | CD, Download digital | Universal Music |
| Espanha | 22 de novembro de 2011 | Download digital     | Universal Music |